# Gare de Pierreville
Gare de Pierreville vasútállomás Franciaországban, Pierreville településen.

## Vasútvonalak
Az állomást az alábbi vasútvonalak érintik:
- Jarville-la-Malgrange–Mirecourt-vasútvonal

## Kapcsolódó állomások
A vasútállomáshoz az alábbi állomások vannak a legközelebb:
- Gare de Xeuilley
- Gare de Pulligny - Autrey